# ゴガ・セクリッチ
ゴルダナ・“ゴガ”・セクリッチ （セルビア語:Гордана "Гога" Секулић / Gordana "Goga" Sekulić、1977年2月27日 - ）はモンテネグロ出身のポップ・フォーク歌手。扇情的なパフォーマンスやハスキーボイスで知られ、ツェツァやイェレナ・カルレウシャと比較される。ユーゴスラビア社会主義連邦共和国、モンテネグロ社会主義共和国のプリェヴリャ（Pljevlja、現モンテネグロ共和国）出身で、民族的にはセルビア人である。
2004年にはゴガそっくりの人物のヌードがセルビア・モンテネグロ版PLAYBOYに掲載され、訴訟に発展した。2007年にはセルビア版ビッグ・ブラザーに出演した。

## アルバム
- Ljubavnića（2000年）
- I lepša i bolja（2001年）
- Opasno po život（2002年）
- Po zakonu（2004年）
- Gaćice（2006年）
- Zlatna Koka（2008年）